# Кеуль
Кеуль — упразднённое село в Усть-Илимском районе Иркутской области, в административном плане относится к Кеульскому муниципальному образованию.

## География
Находится в 46 км от центра района, в зоне затопления БоГЭС. На июль 2013 года в селе практически никто не живёт.

## Население
| 2002 | 2010 | 2011 | 2012 | 2016 |
| ---- | ---- | ---- | ---- | ---- |
| 1217 | ↘915 | ↘912 | ↗974 | ↘0   |